# جبل مرجاجو
جبل مرجاجو هو جبل بارتفاع 429.3م  يشرف على مدينة وهران، شيدت به العديد من المباني منها القلعة وكنيسة سانتا كروز.

## اسم الموقع الجغرافي
عرف هذا الجبل من القرن الثالث عشر تحت اسم الهيدور الذي تم تسجيل الاسم من طرف المؤرخون العرب. ومن ثم سمي بالمرجاجو خلال الاستعمار الإسباني للمدينة.

## النباتات
وجد على جوانب الجبل أشجار الصنوبر الحلبي على السطح الذي يغطي 668 هكتار مع الإجاص الشائك والصبار وخاصة في المناطق الملاصقة للقلعة.